# بصيرة (علم نفس)
البصيرة في علم النفس هي القدرة على التنبؤ بما سيحدث أو ما هو مطلوب في المستقبل. تشير الدراسات إلى أن الكثير من الفكر البشري اليومي موجه نحو الأحداث المستقبلية المحتملة. بسبب هذا ودوره في التحكم البشري على هذا الكوكب، فإن طبيعة وتطور البصيرة هو موضوع مهم في علم النفس. حددت الدراسات الحديثة في علم الأعصاب والنمو والمعرفة العديد من القواسم المشتركة في قدرة الإنسان على تذكر الحلقات الماضية. اختارت مجلة العلوم دليلًا جديدًا لمثل هذه القواسم المشتركة أحد أهم عشرة اكتشافات علمية لعام 2007. ومع ذلك، هناك اختلافات جوهرية بين السفر الذهني عبر الزمن إلى المستقبل (أي البصيرة) مقابل السفر العقلي عبر الزمن إلى الماضي (أي الذاكرة العرضية).

## في الإدارة
تم تصنيف البصيرة على أنها سلوك (خفي و/ أو علني) في الإدارة، ومراجعة وتحليل وتوليف التعاريف السابقة واستخدامات مفهوم التبصر في تعريف عام، من أجل جعل المفهوم قابلاً للقياس.
على وجه التحديد، تم تعريف الاستبصار على أنه: «درجة تحليل حالات الطوارئ الحالية ودرجة تحريك تحليل حالات الطوارئ الحالية عبر الوقت، ودرجة تحليل الحالة المستقبلية المرغوبة أو الحالات المستقبلية في الوقت المناسب فيما يتعلق بالطوارئ تحت السيطرة، وكذلك كدرجة من تحليل مسارات العمل درجة مسبقة في الوقت المناسب للوصول إلى الحالة المستقبلية المنشودة.»
أسواق التنبؤات هي أسواق يتم تداولها في البورصة، تم إنشاؤها بغرض تداول نتائج الأحداث. تُنسب هذه النظرية الاقتصادية إلى الاقتصاديين لودفيج فون ميزس وفريدريك هايك. يمنح سوق التنبؤ القدرة على تجميع المعلومات وإجراء تنبؤات دقيقة بناءً على فرضية السوق الفعالة، والتي تنص على أن أسعار الممتلكات تعكس جميع المعلومات المتاحة بالكامل. على سبيل المثال، تتضمن أسعار الأسهم الحالية دائمًا جميع المعلومات ذات الصلة المتعلقة بسوق الأوراق المالية لإجراء تنبؤات دقيقة.